# Kurto Wendt

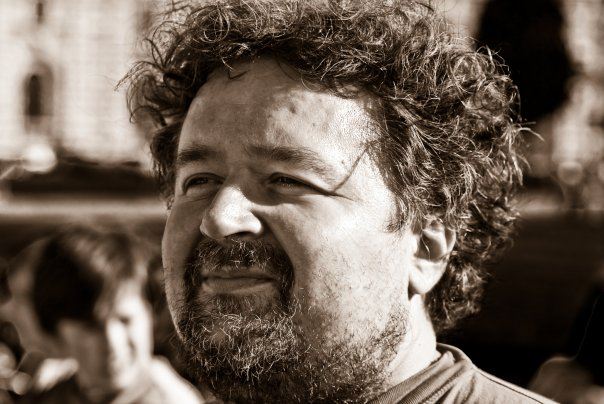
Kurto Wendt (2013)

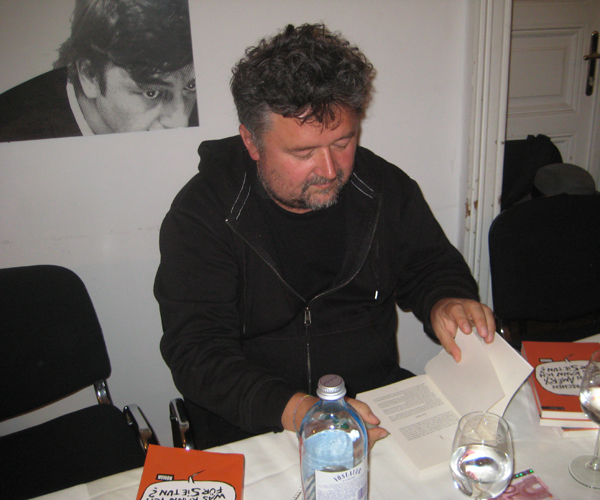
Lesung im Repclub (2011)

Kurto Wendt (* 4. Jänner 1965 in Neufelden, Oberösterreich) ist ein in Wien lebender Autor und Journalist.
Bekannt ist er vor allem als Mitorganisator und Sprachrohr der Donnerstagsdemos, die nach der Angelobung der ÖVP/FPÖ-Bundesregierung 2000 zwei Jahre ohne Unterbrechung in Wien stattfanden.
1993 bis 1997 Studium der Germanistik und Philosophie in Wien ohne Abschluss. Er arbeitet als Lektor in einer Medienbeobachtungsfirma der Austria Presseagentur APA und ist dort auch Betriebsrat, als Journalist (Augustin, Malmoe) und Gastkommentator (Unique, Datum, Die Zeit).
Wendt trat 1988 der KPÖ bei, war 1993 Bundesvorsitzender des KSV, und in den 2000er Jahren in der Wiener KPÖ aktiv. 2004 trat er aus der KPÖ aus.
2011 erschien sein erster Roman Sie sprechen mit Jean Améry, was kann ich für Sie tun?, sein zweiter Roman Ich rannte aus Zitronen erschien im Frühjahr 2013, sein dritter, Der Juli geht aufs Haus, im März 2014.
2014 beteiligte er sich an der Bettel Lobby Wien.
Ab Oktober 2018 beteiligte sich Wendt erneut an der Organisation der Donnerstagsdemos in Wien.
Wendt kandidierte bei den Wiener Gemeinderats- und Bezirksvertretungswahlen 2020 für die aus den Donnerstagsdemos hervorgegangene linke Partei LINKS auf Listenplatz 30 und für die Bezirksvertretung des 9. Wiener Gemeindebezirks auf dem dritten Platz.

## Werke
- Sie sprechen mit Jean Améry, was kann ich für Sie tun? 2011, Milena, ISBN 978-3-85286-212-5
- Ich rannte aus Zitronen. 2013, Zaglossus, ISBN 978-3-902902-03-0
- Der Juli geht aufs Haus. 2014, Zaglossus, ISBN 978-3-902902-14-6
- Das Ende der Jagd. 2016, Zaglossus, ISBN 978-3-902902-41-2